# Aeroportul Jorge Isaacs
Aeroportul Jorge Isaacs (IATA: MCJ, ICAO: SKLM) este un aeroport din Albania⁠(d), La Guajira⁠(d), Columbia ce deservește zona Maicao⁠(d). Aeroportul a fost tranzitat în 2022 de 36.820 de pasageri. A fost numit după Jorge Isaacs.
Situat la o altitudine de 84 m, aeroportul dispune de o singură pistă.